# Huang Bamei
Huang Bamei, nota anche come Huang P'ei-mei o Huang P'emei (黃八妹S, Huáng BāmèiP; Distretto di Jinshan, 1906 – Taipei, 4 maggio 1982), è stata una pirata cinese che prestò servizio come comandante della guerriglia nel corso della seconda guerra sino-giapponese e della seconda fase della guerra civile cinese, schierata con la Repubblica di Cina ma con periodi di dubbia fedeltà. All'apice del suo potere comandava una forza di 50000 persone e 70 navi, ed era considerata la pirata più famosa in Cina.
Nata nei pressi di Shanghai in una famiglia di contadini poveri, Huang fu impegnata in attività criminali fin da piccola, aiutando il padre nel trasporto e nella vendita di sale di contrabbando. Iniziò la sua carriera di pirata nel 1931, compiendo incursioni lungo le coste delle province di Jiangsu e Zhejiang; sebbene fosse stata arrestata e condannata a morte nel 1933, Huang fu rilasciata dalla prigione grazie all'intervento della sua famiglia e dei loro contatti tra le autorità. Dopo lo scoppio della seconda guerra sino-giapponese nel 1937, Huang fu tra i comandanti delle bande locali reclutate dall'Esercito rivoluzionario nazionale per scopi di guerriglia; la sua lealtà durante il conflitto fu sospetta, spesso oscillando tra Cina, Giappone e vari gruppi locali man mano che l'equilibrio di potere nella guerra cambiava, ma dal 1940 in poi combatté in modo più affidabile per l'Esercito nazionalista cinese. Le sue attività consistevano spesso in attacchi e incursioni di pirati, sebbene prendesse parte anche a battaglie e fornisse informazioni all'Office of Strategic Services degli Stati Uniti d'America.
Dopo la conclusione della seconda guerra mondiale Huang tornò alla pirateria compiendo incursioni attorno al lago Tai, sebbene fosse poi sconfitta dalle forze governative. Huang fu di nuovo reclutata dall'Esercito nazionalista nel 1948 per combattere contro i comunisti nella guerra civile cinese. Aiutò nella difesa delle isole Dachen e di Taiwan, ma si allontanò in gran parte dalle operazioni militari dopo aver rifiutato un'offerta della Central Intelligence Agency nel 1951. In seguito divenne un membro influente di un'organizzazione femminile fondata da Soong Mei-ling, moglie del leader nazionalista Chiang Kai-shek, e lavorò per prendersi cura dei rifugiati scampati a Taiwan.

## Biografia

### Primi anni

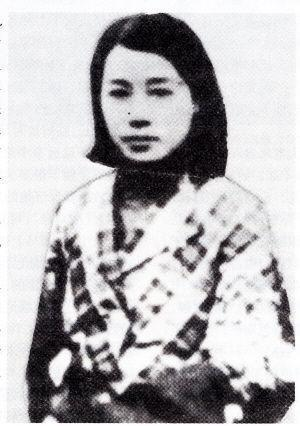
Huang Bamei in una foto giovanile degli anni 1920

Huang Bamei nacque nel 1906 in una famiglia di contadini poveri della contea di Jinshan, nella provincia di Jiangsu della Cina orientale vicino a Shanghai; Huang aveva dodici fratelli. Il villaggio natale di Huang era Fuwangdai o Hehengdai; il suo nome era in realtà Cuiyun (翠雲S), ma era più ampiamente conosciuta come Bamei (八妹S), che significa "otto" o "ottava sorella": questo soprannome derivava o dall'essere l'ottava figlia della famiglia o dall'avere sopracciglia inclinate verso il basso che assomigliavano al carattere cinese per "otto" (八).
La famiglia di Huang era coinvolta nel contrabbando e nella pirateria, fin da piccola aiutò il padre a trasportare e vendere sale di contrabbando acquisito illegalmente. La sua famiglia era anche composta da imprenditori: la madre di Huang, Huang Xiuzhu (黄秀珠S), possedeva un bar in cui il padre gestiva un tavolo da gioco. Si dice che Huang fosse forte fin da piccola: aveva iniziato a esercitarsi con le armi da fuoco già all'età di dodici anni e aveva imparato a usare due armi contemporaneamente all'età di quindici anni.
Esistono diverse storie non verificate sulle gesta di Huang nella sua infanzia e giovinezza. Una di queste storie narra che Huang, quando era ancora una bambina, avrebbe dovuto sposare un membro della famiglia Wu, ma alla fine i Wu ruppero l'accordo di matrimonio a causa del "carattere rude" di Huang e della sua natura "attaccabrighe e bastian contraria". Vi sono storie che esagerano il suo carattere duro, come un racconto che afferma che una volta si trovò da sola di fronte a due navi pirata mentre era in mare e sconfisse entrambi i loro equipaggi. Inoltre, ci sono molte leggende locali non verificate riguardanti relazioni sessuali con personaggi influenti con cui si sapeva che era in contatto, come Shi Lianyuan, un mercante di sale di Pinghu, e Xu Ashu, capo della banda locale di pirati del Lago Tai.

### Pirata locale

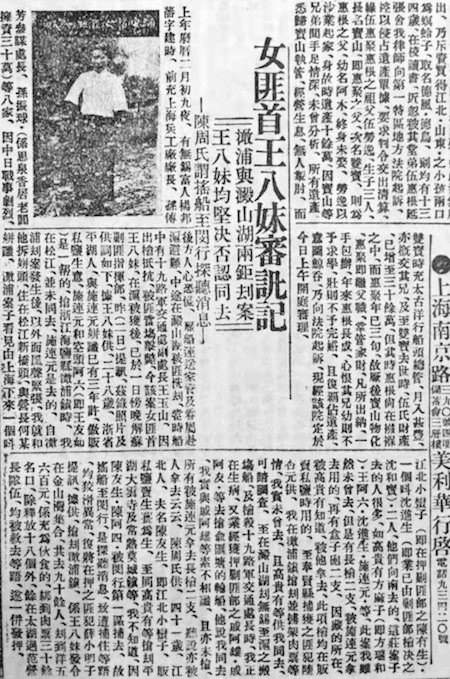
L'articolo di Shen Bao sull'arresto di Huang nel 1931

Nel 1931, Xu Ashu guidò un grande raid pirata a Ganpu, una città vicino alla baia di Hangzhou. La polizia del governo locale del Jiangsu alla fine sconfisse e catturò Xu Ashu con una flotta assemblata in fretta e furia; mentre era in arresto, Ashu confessò alle autorità che Huang e il suo socio Shi Lianyuan (il mercante di sale) avevano partecipato all'attacco ed avevano fornito un contributo significativo nel fornire le armi utilizzate. Huang e Lianyuan fuggirono e si nascosero in vari luoghi per evitare l'arresto e, quasi un anno dopo nel 1932, Huang riemerse come pirata. Si dice che abbia saccheggiato, rapito e assassinato commercianti e gente comune; in un incidente degno di nota salì su un piroscafo e derubò le otto famiglie benestanti che si trovavano a bordo. In quel periodo Huang operava sotto lo pseudonimo di "Donna He-Zhang" (何張氏S, Hé-Zhāng shìP). Le sue attività si svolgevano lungo le coste delle province di Zhejiang e Jiangsu.
Huang fu catturata dalle autorità locali del Jiangsu presso la Concessione internazionale di Shanghai nel luglio 1933; Lianyuan era con lei al momento dell'arresto, ma riuscì a sfuggire alla polizia. Huang si era inventata una falsa identità come "Donna He-Zhang", sostenendo di avere un bambino di sei anni con suo marito "Zhang Jinsheng", di doversi prendere cura della sua vecchia madre nella sua casa e di non aver mai conosciuto Lianyuan; la polizia tuttavia dedusse rapidamente che si trattava di bugie. Dopo un mese di indagini, Huang ammise di aver vissuto con Lianyuan per tre anni e di essere stata la proprietaria delle armi usate nell'attacco perpetrato da Xu Ashu, sebbene negasse la sua partecipazione a quell'attacco (sostenendo che le armi erano state rubate) e il suo coinvolgimento in uno qualsiasi dei suoi successivi assalti e saccheggi. Sebbene non confessasse mai nessuna delle accuse rivolte contro di lei, Huang fu condannata a morte tre settimane dopo. Il giornale Shen Bao pubblicò il 3 agosto 1933 un articolo che denigrava Huang, scrivendo del suo «straordinario potere nel braccio» e descrivendola come «anormalmente atroce». Nonostante la condanna a morte, Huang fu presto rilasciata dalla prigione grazie all'aiuto del direttore distrettuale della polizia Shen Menglian, cognato di un uomo di nome Li Tianmin che era stato contattato dalla madre di Huang.
Dopo essere scampata alla morte, Huang per un periodo ebbe una carriera relativamente ordinaria come direttrice della casa da tè della famiglia di Li Tianmin a Nanqiao vicino Shanghai.

### La guerra sino-giapponese

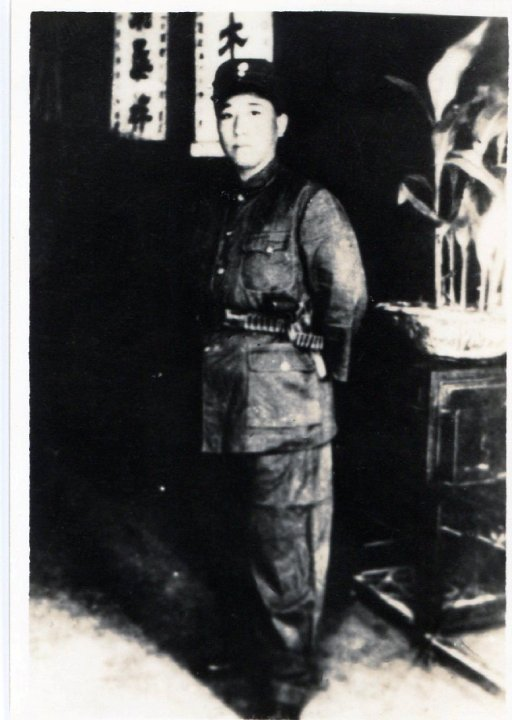
Huang in una foto del 1945 circa

Il 1937 segnò il vero inizio della carriera di Huang come pirata. A causa dello scoppio in quell'anno della seconda guerra sino-giapponese, l'Esercito rivoluzionario nazionale della Repubblica di Cina reclutò bande armate e gruppi locali in tutto il paese per impiegarli per scopi di guerriglia contro l'invasore giapponese. Huang, a causa del suo passato criminale, non si unì formalmente all'esercito ma organizzò un gruppo di seguaci e si alleò con le forze militari locali nell'area di Shanghai. A un certo punto durante questo periodo incontrò il suo futuro marito, Xie Yousheng, un capitano di divisione di una truppa di criminali locali reclutati originariamente nella città di Zhapu.
La lealtà di Huang durante la guerra fu considerata dubbia; le sue alleanze e le sue affiliazioni cambiarono frequentemente non solo tra Cina e Giappone, ma anche tra gruppi minori locali, man mano che l'equilibrio di potere nella guerra cambiava. Un rapporto menziona che Huang e 6000 subordinati stavano combattendo per i giapponesi all'inizio del 1938, ma risulta che Huang fu catturata dalle forze giapponesi a Pudong nell'agosto 1938 e che fu oggetto di una campagna di propaganda per dipingerla come una traditrice allineata esclusivamente con il Giappone; ciò ebbe scarso effetto e poco dopo fu di nuovo libera e nuovamente reclutata dall'Esercito cinese. Nel 1939, una rivista allineata al governo cinese pubblicò un articolo che elogiava Huang come un'eroina di guerra con impressionanti capacità di tiro e minimizzava il suo passato criminale e i sospetti sulla sua lealtà. Durante questo periodo Huang si guadagnò il soprannome "Due pistole" (anche traducibile come "Doppia pistola" e "Signora due revolver") perché assaltava le navi nemiche trasportando con sé due pistole.
Nel 1940, Huang si unì all'esercito di Mao Sen un importante comandante e leader dell'intelligence cinese che era appena fuggito dalla prigionia giapponese. Negli scritti di Sen, Huang è descritta come «una donna comune che era gentile e premurosa e aveva credenze buddiste», minimizzando ancora una volta la sua carriera di pirata. Sen incaricò Huang e Xie di stabilire reti occulte di informatori per monitorare le attività giapponesi e tentare di rilevare gli infiltrati nemici. A Huang fu assegnato un numero crescente di truppe diventando un comandante della guerriglia, nonostante le obiezioni di alcuni sul fatto che una donna non dovesse essere un leader in tempo di guerra. Sebbene le sue forze fossero inizialmente indisciplinate, iniziarono a prendere forma come una forza combattente dopo mesi di addestramento. Le forze sotto Huang, che amava essere chiamata "Comandante Huang", crebbero notevolmente di numero: all'apice del suo potere e della sua influenza, Huang comandava 50000 persone, aveva una flotta di 70 navi ed era considerata la pirata più famosa in Cina.
Le attività di Huang in tempo di guerra spesso si traducevano in attacchi pirati, e le comunità locali la temettero per tutta la durata della guerra. Condusse inoltre le sue forze in diverse battaglie, in particolare nello Zhejiang occidentale: conquistò alcune città nella regione ed espanse il suo controllo fino a comprendere un'area relativamente ampia. Aiutò inoltre le forze cinesi scortando informatori e agenti segreti nella Shanghai occupata dai giapponesi. Huang fu brevemente catturata dalla Nuova Quarta Armata comunista nel 1942, ma fu rilasciata dopo aver ricevuto una "breve formazione" politica.Mentre la seconda guerra mondiale si intensificava nell'Oceano Pacifico e le forze cinesi iniziavano a collaborare con gli Stati Uniti, Huang entrò in contatto con l'Office of Strategic Services, il servizio segreto estero degli statunitensi, ricevendo da questi assistenza e armamenti. A volte le sue attività venivano promosse e pubblicizzate nella propaganda cinese.

### Tra le guerre

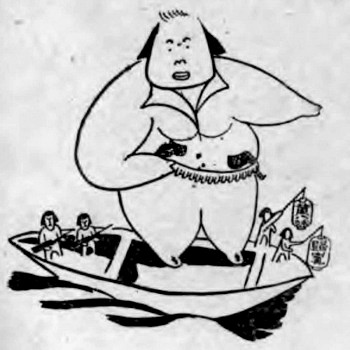
Una vignetta satirica di una rivista cinese del 1946 raffigurante Huang come una tiranna

Dopo la conclusione della guerra contro il Giappone nel 1945, Huang fu sollevata dai suoi doveri militari su larga scala a causa della diffidenza dell'Esercito cinese nei suoi confronti. Huang tornò a vivere nella città di Pinghu, dove fu nominata a capo di un'unità militare minore chiamata "Corpo di difesa comunitario di Pinghu"; dopo solo pochi mesi tuttavia si ribellò al governo, portando con sé molti membri della sua unità e un gran numero di armi nella zona del Lago Tai dove riprese la sua carriera di pirata.
Huang fece irruzione nelle comunità locali e mandò i suoi seguaci in missione per valutare i movimenti delle forze governative inviate per catturarla. Le motivazioni che spinsero Huang a tornare alla pirateria non sono chiare: in termini pratici le sue azioni differirono poco da come aveva operato durante la guerra. Huang fu infine sconfitta dalle forze governative ma non fu punita per i suoi crimini; invece, il governo diffuse una falsa notizia secondo cui non era stata presente durante la rivolta o durante gli attacchi dei pirati e che i resoconti precedenti erano errati.
Dopo questo, Huang acquistò un hotel sul mare a Zhapu, che divenne ben presto una località popolare visitata da giornalisti, scrittori, diplomatici e funzionari governativi. Huang investì anche nel settore immobiliare, aprì diversi negozi, tenne discorsi sulle sue battaglie contro i giapponesi durante la guerra e fu eletta come rappresentante del consiglio della contea di Pinghu.

### La guerra civile cinese
Huang fu nuovamente reclutata dall'Esercito cinese nazionalista nel 1948, venendo invitata a unirsi a un "comitato di repressione dei banditi" per aiutare nella lotta contro Ding Xishan, un bandito diventato comandante delle forze comuniste. Huang fu incaricata di raccogliere informazioni di intelligence e mobilitare le forze di guerriglia a Pinghu, Haiyang e Jinshan. Nel 1949, Mao Sen reclutò Huang e suo marito per guidare le forze lungo le coste di Jiangsu e Zhejiang; poco dopo i due si trasferirono nelle isole Yangshan, dove Mao Sen li nominò comandanti di un nuovo ramo del suo esercito, l' Corpo da combattimento dell'Haibei. Come comandanti, Huang e Xie parteciparono alle battaglie contro i guerriglieri comunisti e furono in contatto con le forze nazionaliste sulla terraferma.
Nel marzo 1950, Huang e le sue forze sconfissero le forze comuniste in battaglia vicino a Zhapu, ma entro un mese dalla loro vittoria un rinnovato assalto comunista costrinse la maggior parte delle forze nazionaliste nelle Yangshan a fuggire a Taiwan. Huang fu tra le ultime ad andarsene, rimanendo per alcune settimane prima di guidare gli ultimi difensori rimasti alle isole Dachen. Si dice che nel maggio 1950 sia arrivata a Taiwan per prendere parte alla difesa dell'isola e per aiutare a preparare una controffensiva per riconquistare la Cina continentale.
Tra una missione militare e l'altra, Huang servì il governo anche in altri modi. Quando Soong Mei-ling, moglie del leader nazionalista Chiang Kai-shek, creò l'Associazione delle donne cinesi anticomuniste e antisovietiche nel 1950 invitò Huang a far parte del comitato dell'organizzazione; come membro del comitato, Huang supervisionò la cura degli orfani e delle vedove nelle isole Dachen.
Lo scoppio della guerra di Corea (1950-1953) spinse gli Stati Uniti a rafforzare le relazioni con le rimanenti forze nazionaliste cinesi a Taiwan. Come parte di ciò, la Central Intelligence Agency (CIA) creò un programma di guerriglia congiunto con i nazionalisti e iniziò a reclutarne in segreto i comandanti. Huang fu una delle prime ad essere contattata, nel 1951, ma su consiglio dei suoi amici e di alcuni funzionari governativi decise di non unirsi all'operazione, forse per sospetto nei confronti della CIA e perché preferiva lavorare direttamente con le forze nazionaliste.

### Ultimi anni e morte

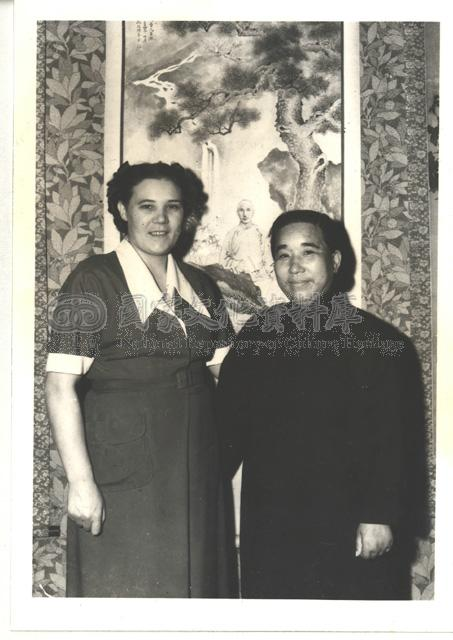
Huang (a destra) in una foto del 1949

Dopo che Huang rifiutò l'offerta della CIA, spostò ampiamente la sua attenzione dalle operazioni marittime all'organizzazione femminile di Soong Mei-ling, sebbene sia noto che abbia preso parte sporadicamente ad altre battaglie navali. Nel 1951 fu nominata commissaria della filiale di Zhejiang dell'organizzazione e, verso la fine del 1952, si dice che stesse pianificando un'operazione militare per andare "in profondità nelle retrovie del nemico" sulla terraferma; questa operazione era forse collegata alla cattura di suo marito da parte delle forze comuniste, ma sia Xie che il loro figlio furono giustiziati dai comunisti nel 1952.
Huang trascorse la maggior parte del suo tempo nelle isole Dachen. Poiché gli amministratori capaci scarseggiavano, lei e i suoi seguaci più stretti spesso fungevano da mediatori nelle controversie locali e come supervisori di beni e infrastrutture, oltre al loro ruolo nell'organizzazione femminile. Le isole Dachen furono invase dai comunisti nel 1955, al che Huang si trasferì a Taiwan. A causa del suo ruolo di primo piano nelle isole Dachen, numerosi rifugiati a Taiwan spesso si rivolgevano a lei per chiedere aiuto e supporto; sebbene ricevesse solo un limitato supporto governativo Huang, tra le altre iniziative, supervisionò la fondazione di una fabbrica di ricamo a Dapinglin in modo che i rifugiati potessero lavorare per vivere Huang fondò anche una casa di cura, un asilo e una scuola media.
Huang fu a volte raffigurata nei film di propaganda taiwanesi come un'eroina nazionale, ma nel 1959 lo studio cinematografico giapponese Shin-Toho produsse un film basato sulla sua vita, La regina del mar cinese (in giapponese 東支那海の女傑?, Higashi shinakai no joketsu) in cui veniva raffigurata come una collaboratrice della Marina giapponese che si innamora di un soldato nipponico e spedisce gran parte del suo bottino rubato in Giappone. Il film causò indignazione a Taiwan e Huang assunse un avvocato per citare in giudizio la società di produzione dietro il film, lo Studio Shaw di Hong Kong, per «calunnia di un'eroina nazionale». I fratelli Shaw inviarono rapidamente dei rappresentanti per scusarsi e alla fine vennero perdonati da Huang dopo aver donato 50000 dollari taiwanesi ai «giusti compatrioti delle Dachen».
Huang morì a Taipei di malattia il 4 maggio 1982 . Il suo corpo fu trasportato nella Cina continentale il 2 aprile 1990 e sepolto insieme a suo marito Xie Yousheng.

## Il ricordo
Huang è ricordata come una leggendaria leader pirata e su di lei si mantiene un ricordo positivo sia in Cina che a Taiwan, sebbene il suo ruolo e le sue azioni siano rappresentate in modo diverso. In Cina, Huang è ricordata come un'eroina anti-giapponese ignorando la sua successiva fedeltà a Taiwan e le sue successive lotte contro i comunisti; a Taiwan, il suo ruolo nella guerra sino-giapponese è più trascurato e viene ricordata principalmente come un'eroina che ha combattuto contro i comunisti nella guerra civile.
Ci sono pochi documenti e registrazioni non cinesi sopravvissuti che raccontano le gesta di Huang: nel suo libro del 2017 Donne pirata, la scrittrice statunitense Laura Sook Duncombe ha riflettuto su varie possibili spiegazioni per questo, tra cui il fatto che i resoconti rilevanti potrebbero essere semplicemente stati distrutti o non scoperti, o il fatto che la figura di Huang avrebbe potuto essere un composto dell'operato sommato di donne diverse, il resoconto esagerato di una singola donna oppure una figura completamente inventata. La maggior parte degli autori occidentali ha tuttavia accettato Huang come una vera figura storica. Poiché gli ultimi documenti storici occidentali su Huang coincidevano con l'ascesa della Repubblica Popolare Cinese, alcuni ricercatori credettero che Huang fosse stata sconfitta e uccisa dalle forze comuniste negli anni 1950; esaminando giornali e documenti contemporanei, il ricercatore cinese Weiting Guo ha dimostrato la veridicità della storia di Huang nel 2019 e ha portato maggiore attenzione sulla sua vita dopo le guerre.